# Rhynchospira
Rhynchospira es un género de foraminífero planctónico considerado un sinónimo posterior de Globigerina de la subfamilia Globigerininae, de la familia Globigerinidae, de la superfamilia Globigerinoidea, del suborden Globigerinina y del orden Globigerinida. Su especie tipo era Rhynchospira indica. Su rango cronoestratigráfico abarcaba el Holoceno.

## Descripción
Su descripción coincide con la del género Globigerina, ya que Rhynchospira ha sido considerado un sinónimo objetivo posterior. La principal diferencia propuesta para Rhynchospira fue una abertura más saliente, para referirse probablemente a la presencia de un labio más grueso (tipo diente) bordeando la abertura.

## Discusión
Las figuras de la especie tipo de Rhynchospira muestra de manera objetiva que es un sinónimo subjetivo posterior de Globigerina.

## Clasificación
Rhynchospira incluía a la siguiente especie:
- Rhynchospira indica